# Fragmenta Florae Philippinae
Fragmenta Florae Philippinae (abreviado Fragm. Fl. Philipp.) es un libro con ilustraciones y descripciones botánicas que fue escrito por el botánica, pteridóloga y exploradora estadounidense Janet Russell Perkins y publicado en 3 partes en los años 1904-1905 con el nombre de Fragmenta Florae Philippinae. Contributions to the flora of the Philippine Islands.